# Hud
Hud (angl. Hud) je černobílý dramatický snímek režiséra Martina Ritte z roku 1963 s Paulem Newmanem v hlavní roli. Film byl natočen na motivy románu Larryho McMurtryho z roku 1961 Horseman, Pass By. Filmová adaptace byla nominována na pět Zlatých glóbů a sedm Oscarů. Snímek získal tři Oscary.

## Děj
Hud Bannon (Paul Newman) je sobecký a egocentrický syn chovatele dobytka Homera Bannona (Melvyn Douglas). Rozdíl v přístupu obou mužů není jenom ve vztahu k rodinné farmě, nýbrž taky k životu. Na ranči s nimi žije sedmnáctiletý Lon (Brandon De Wilde), synovec Huda, a hospodyně Alma (Patricia Nealová).
Homer je na svého syna velice přísný a tvrdý, a nedokáže mu odpustit, co provedl. Před patnácti lety totiž Hud řídil auto a způsobil nehodu, při které zemřel bratr, otec mladičkého Lona. Jelikož neměl matku, stal se Lon sirotkem. Děda Homer a strýc Hud si ho vzali do péče a naučili ho všemu, co k životu na farmě potřebuje. Mladý a nezkušený Lon považuje Huda za svůj vzor, protože mu každá žena ve městě padá do náruče. Svého dědu Homera zase považuje za zásadového a férového chlapa, který vždy tvrdě pracoval, aby svoje stádo dobytka zvětšoval a opečovával.
Jednoho dne objeví na ranči mrtvou krávu a Homer nařídí zavolat státního veterináře Burrise (Whit Bissell). Hud je proti tomu, protože v případě nálezu slintavky a kulhavky by museli dobytek nechat utratit. Homer má však svoje pevné zásady a proto nakonec s testy souhlasí. Hud a Lon se po těžkém dnu jdou bavit do města. V místní putice způsobí rvačku. Doma se pak potlučený Hud pohádá s otcem, o kterém si začíná myslet, že přichází o rozum. Vymyslí proto plán, jak pomocí právníka odstranit starého Homera a zpravovat majetek bez něj. Když to Homer zjistí, vtrhne k Hudovi do pokoje a důrazně žádá vysvětlení. Opět se pohádají a Hud v tom vzteku vtrhne do domku hospodyně Almy. Pokusí se jí znásilnit.
Veterinář potvrdí obavy Bannonovců. Veškerý dobytek naženou do velké jámy a postřelí ho. Alma se rozhodne ranč opustit a požádá mladého Lona, aby ji odvezl na autobus. Chlapec se neovládne a rozpláče se. Alma byla vždy jedinou ženou v domě těchto mužů tří generací. Když se Lon s Almou rozloučí a odejde, objeví se Hud s flaškou v ruce. Chce se s ní rozloučit. Ona se mu svěřuje, že by se s ním pomilovala, kdyby nebyl tak hrubý. Přichází autobus a Alma navždy opouští městečko. Hud nasedne do auta a dohoní Lona. Opilý mu naráží do zadní části auta. Lon najednou zahlédne na silnici člověka a prudce zabrzdí. Když vystoupí a přijde ke zraněnému, zjišťuje že je to jeho dědeček, který si vyjel zajezdit na koni. Z něho však upadl a zranil se. Svým zraněním Homer v náruči Lona podléhá.
Jakmile skončí pohřeb starého Bannona opouští arogantního a nenapravitelného povaleče Huda i jeho jediný sympatizant Lon. Film končí scénou, ve které Lon kráčí písečnou krajinou. Hud zůstává na prázdném ranči sám a otvírá si další flašku piva.

## Obsazení
| Paul Newman      | Hud Bannon          |
| Melvyn Douglas   | Homer Bannon        |
| Patricia Neal    | Alma Brown          |
| Brandon De Wilde | Lon „Lonnie“ Bannon |
| Whit Bissell     | veterinář Burris    |
| John Ashley      | Hermy               |

## Natáčení
Film se natáčel v okolí městečka Claude v Texasu. V románu Larryho McMurtryho Horseman, Pass By je hospodyně v domě Bannonových černoška a její postava má v knize veliký prostor. Ve filmu je hospodyní běloška v podaní Patricie Neal a postava Almy nevystupuje tak často.
Paul Newman strávil několik týdnů před začátkem natáčení na ranči, aby se naučil správně jezdit na koni. Na soundtracku k filmu se objavila i píseň „The Great Titanic (It Was Sad When That Great Ship Went Down)“, kterou společně nazpívali Paul Newman a Brandon De Wilde.

## Zajímavosti
Postava Patricie Neal, hospodyně Alma, má ve filmu celkem malý prostor. Proto ji Asociace zahraničních novinářů v Hollywoodu na 21. ročníku Zlatých glóbů navrhla na nejlepší vedlejší herečku. Za tu samou roli získala Neal Oscara, avšak za hlavní ženský výkon. Různí kritici zastávali názor, že herečka si cenu vysloužila nikoliv za svůj výkon, nýbrž za soucit. Patricia Neal prodělala totiž několik životních traumat. Největší z nich byla smrt dcery, která zemřela na spalničky. Když 13. dubna 1964 vyhlašoval Gregory Peck nejlepší herečku, vítězka Patricia Neal na 36. udílení cen nebyla. Tou dobou čekala čtvrté dítě a byla doma. Cenu za ni převzala herečka Annabella.
Film se dostal na seznam proslulého řebříčku 1001 filmů, které musíte vidět, než umřete.

## Ocenění

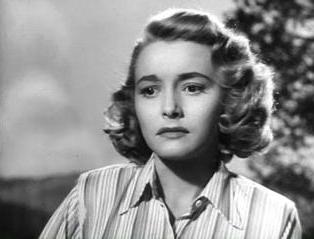
Patricia Neal získala za postavu Almy Oscara

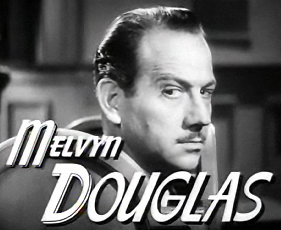
Melvyn Douglas získal za postavu starého Homera Oscara

### Oscar

#### Cena
- Nejlepší herečka – Patricia Neal
- Nejlepší vedlejší herec – Melvyn Douglas
- Nejlepší černobílá kamera – James Wong Howe

#### Nominace
- Nejlepší režie – Martin Ritt
- Nejlepší herec – Paul Newman
- Nejlepší adaptovaný scénář – Irving Ravetch, Harriet Frank
- Nejlepší výprava – Hal Pereira, Tambi Larsen, Sam Comer, Robert R. Benton

### Zlatý glóbus
- Nejlepší film (drama) – producenti Martin Ritt, Irving Ravetch (nominace)
- Nejlepší režie – Martin Ritt (nominace)
- Nejlepší herec (drama) – Paul Newman (nominace)
- Nejlepší vedlejší herečka – Patricia Neal (nominace)
- Nejlepší vedlejší herec – Melvyn Douglas (nominace)

### BAFTA
- Nejlepší zahraniční herečka – Patricia Neal (USA) (cena)
- Nejlepší film na základě předlohy – producenti Martin Ritt, Irving Ravetch (USA) (nominace)
- Nejlepší zahraniční herec – Paul Newman (USA) (nominace)